# Munona iridescens
Munona iridescens là một loài bướm đêm thuộc phân họ Arctiinae, họ Erebidae.